# Buzura stringeri
Buzura stringeri là một loài bướm đêm trong họ Geometridae.